# Kommodus
Kommodus (Lucius Aurelius Commodus, Marcus Aurelius Commodus Antoninus; ur. 31 sierpnia 161, zm. 31 grudnia 192) – cesarz rzymski od 17 marca 180 do swojej śmierci. Syn Marka Aureliusza i Faustyny (miał brata bliźniaka – Aureliusza Antonina zmarłego w wieku 4 lat). Jego żoną była Brucja Kryspina.

## Życiorys
Od 176 roku współrządził ze swym ojcem; cesarz rzymski od 180 roku. Uczestniczył w wojnach z Markomanami, z którymi zawarł pokój zaraz po śmierci ojca, niewiele jednak troszczył się o umocnienie granic i rozwój prowincji.
Kommodus przywrócił granicę cesarstwa w Brytanii w strefie Wału Hadriana, rezygnując z przyłączonej przez Antonina Piusa południowej części Kaledonii. Kierowanie państwem pozostawiał w rękach wpływowych prefektów pretoriańskich, wśród których szczególne miejsce uzyskał Tigidius Perennis, później zaś wyzwoleniec cesarski Marcus Aurelius Cleander (obaj zginęli podczas rozruchów).
Jego rządy były czasem okrutnej tyranii, m.in. doprowadził do skazania wielu senatorów. Urządzał krwawe igrzyska, podczas których nawet osobiście występował jako gladiator. Podobnie jak niektórzy wcześniejsi poprzednicy (zwłaszcza Kaligula czy Domicjan) wymagał oddawania sobie czci boskiej. Pod koniec panowania kazał się uznać za nowe wcielenie Herkulesa; jako Hercules Romanus (łac. „Rzymski”) występował w odpowiednim ubiorze, nosząc skórę lwa i potężną maczugę. Nazwę Wiecznego Miasta zmienił na Colonia Commodiana; także miesiące zyskały nowe nazwy związane z osobą cesarza: sierpień na Commodus, wrzesień na Hercules, październik na Invictus (niezwyciężony), listopad na Exsuperatorius (najwyższy), grudzień na Amazonius (od przydomka, który sam sobie nadał na znak upodobania do swej kochanki Marcji w stroju Amazonki). Zamordowany w wyniku spisku zorganizowanego przez prefekta pretorianów Emiliusza Letusa i pokojowca Eklektusa, w którym uczestniczyła też nałożnica Marcja.
Po śmierci został na wniosek Cyncjusza Sewera uznany przez Senat cesarzem wyklętym na podstawie uchwały damnatio memoriae. Wkrótce potem rehabilitowany przez Septymiusza Sewera, który nakazał go deifikować. Uczynił to nie z powodów merytorycznych (nikt nie mógł stwierdzić, że Kommodus został skrzywdzony uchwałą), ale z kalkulacji politycznej: nowy cesarz postanowił, że będzie adoptowanym synem Marka Aureliusza (ojca Kommodusa), byłby więc bratem człowieka wyklętego.

## Wywód przodków
| 4. Marcus Annius Verus |  |                     |  |  |             |
|                        |  | 2. Marek Aureliusz  |  |  |             |
| 5. Domitia Lucilla     |  |                     |  |  |             |
|                        |  |                     |  |  | 1. Kommodus |
| 6. Antonin Pius        |  |                     |  |  |             |
|                        |  | 3. Faustyna Młodsza |  |  |             |
| 7. Faustyna Starsza    |  |                     |  |  |             |
|                        |  |                     |  |  |             |

## We współczesnej kulturze masowej
Postać Kommodusa pojawiła się w filmie Gladiator (2000) Ridleya Scotta (w którym zagrał ją Joaquin Phoenix), gdzie jednak niektóre fakty są niezgodne z prawdą historyczną, np. w filmie Kommodus zabija swojego ojca, by przejąć władzę. Natomiast zamiłowanie do walk na arenie oraz podstępny pojedynek Kommodusa z tytułowym bohaterem zgodny jest z relacjami autorów starożytnych co do jego postawy jako nieuczciwie walczącego z gladiatorami, których zdradziecko mordował. Sam pojedynek Kommodusa z filmowym gladiatorem może być też pośrednim nawiązaniem do historycznego pojedynku cesarza z gladiatorem Scewą, który odkrył podstęp cesarza: spłoszony tym Kommodus nie podjął walki, lecz jedynie odprawił wyjątkowo popularnego gladiatora.
Innym hollywoodzkim obrazem przedstawiającym okres panowania Kommodusa zgodniej z faktami historycznymi był Upadek Cesarstwa Rzymskiego (1964), w którym rolę jego zagrał Christopher Plummer, a jego siostry Lucilli – Sophia Loren.
Kommodus jest również negatywnym bohaterem powieści Słowianie Jerzego Cepika.
Pojawia się również w serii utworów Ricka Riordana pt. Apollo i boskie próby (t. II), gdzie nazywa siebie Nowym Herkulesem, zaś doradcę za niepowodzenia karze śmiercią.